# Арк е Сенан
Арк е Сенан (фр. Arc-et-Senans) насеље је и општина у источној Француској у региону Франш-Конте, у департману Ду која припада префектури Безансон.
По подацима из 2011. године у општини је живело 1.512 становника, а густина насељености је износила 100,93 становника/km². Општина се простире на површини од 14,98 km². Налази се на средњој надморској висини од 233 метара (максималној 292 m, а минималној 226 m).

## Демографија
| 1962. | 1968. | 1975. | 1982. | 1990. | 1999. | 2011. |
| ----- | ----- | ----- | ----- | ----- | ----- | ----- |
| 1.164 | 1.236 | 1.231 | 1.303 | 1.277 | 1.364 | 1.512 |

График промене броја становника у току последњих година